# Фонтелавила (Изернија)
Фонтелавила је насеље у Италији у округу Изернија, региону Молизе.
Према процени из 2011. у насељу је живело 45 становника. Насеље се налази на надморској висини од 506 м.